# Hirundo
Hirundo là một chi chim trong họ Hirundinidae.